# Малый Конь
Ма́лый Конь (лат. Equuleus, Equ) — маленькое созвездие северного полушария неба. Занимает на небе площадь в 71,6 квадратного градуса, что делает его вторым наименьшим созвездием по площади после Южного Креста. Наблюдается на всей территории России, лучшие условия для наблюдения — в августе. Созвездие очень тусклое и не имеет звёзд ярче 3m.

## Примечательные объекты

### Звёзды
Ярчайшая звезда созвездия — Китальфа (α Equ) — имеет звёздную величину 3,92m и находится на расстоянии 57 парсек. В созвездии около 10 звёзд, видимых невооружённым глазом, есть несколько переменных и двойных звёзд.

### Объекты глубокого космоса
Из-за малых размеров и удалённости от галактического экватора в созвездии нет известных объектов. Там есть лишь несколько тусклых галактик, таких как NGC 7015, NGC 7040, NGC 7046.

## История и мифология
Введено Гиппархом, включено в каталог звёздного неба Клавдия Птолемея «Альмагест» под названием «Голова Коня».
В греческих мифах упоминается дочь кентавра Хирона Тейя, превращённая Посейдоном в лошадь, чтобы скрыть от отца её беременность, а затем в этом виде увековеченная на небе. По другим мифам, она была превращена в лошадь за неуместные пророчества.
Есть и другая версия, по которой Тейя непричастна к появлению созвездия, а конь был просто создан Посейдоном.